# Бабенковка Первая
Бабенковка Первая (укр. Бабенківка Перша) — село в Каланчакской поселковой общине Скадовского района Херсонской области Украины.
Население по переписи 2001 года составляло 413 человек. Почтовый индекс — 75832. Телефонный код — 5530. Код КОАТУУ — 6523282202.

## История
В 1946 году указом ПВС УССР село Керменчук Третий переименовано в Бабенковку Первую.

## Местный совет
75832, Херсонская обл., Каланчакский р-н, с. Гавриловка Вторая, ул. Мира, 5